# Rance (Tarn)
Der Rance ist ein Fluss in Frankreich, der in der Region Okzitanien verläuft. 

## Flusslauf
Das Quellgebiet des Rance liegt im französischen Zentralmassiv, in den Lacaune-Bergen, die sich im südlichen Teil der Causses befinden. Er entspringt im Gemeindegebiet von Murasson, entwässert generell Richtung Nordwest durch den Regionalen Naturpark Grands Causses und mündet nach rund 63 Kilometern bei Saint-Pierre, im Gemeindegebiet von La Bastide-Solages als linker Nebenfluss in den Tarn.
Auf seinem Weg berührt der Rance die Départements Aveyron und Tarn.

## Orte am Fluss
- Peux-et-Couffouleux
- Mounes-Prohencoux
- Belmont-sur-Rance
- Combret
- Saint-Sernin-sur-Rance
- Balaguier-sur-Rance
- Plaisance
- Curvalle
- La Bastide-Solages